# Hypericum nummularium
Hypericum nummularium är en johannesörtsväxtart som beskrevs av Carl von Linné. Hypericum nummularium ingår i släktet johannesörter, och familjen johannesörtsväxter. Inga underarter finns listade i Catalogue of Life.

## Bildgalleri

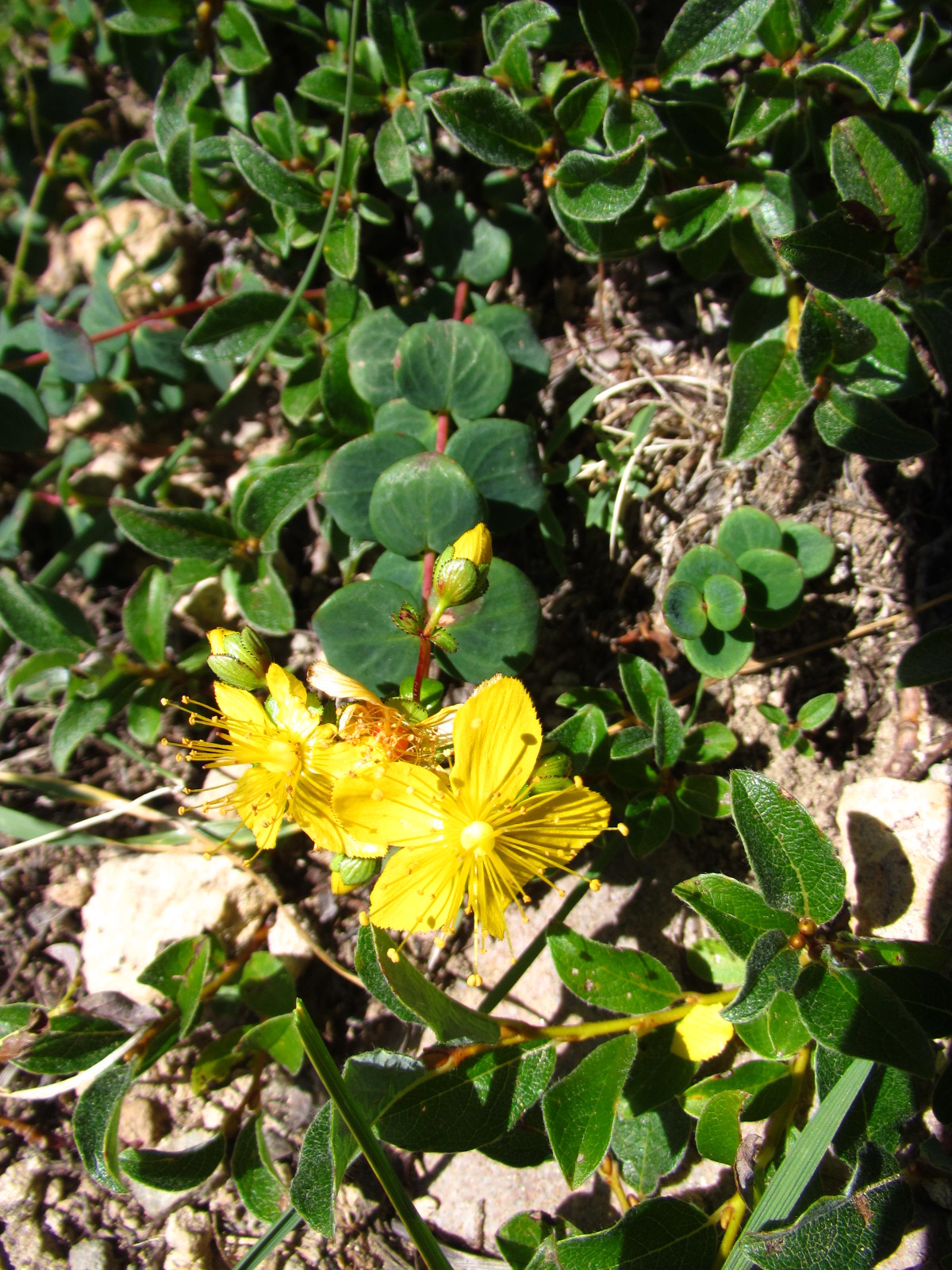
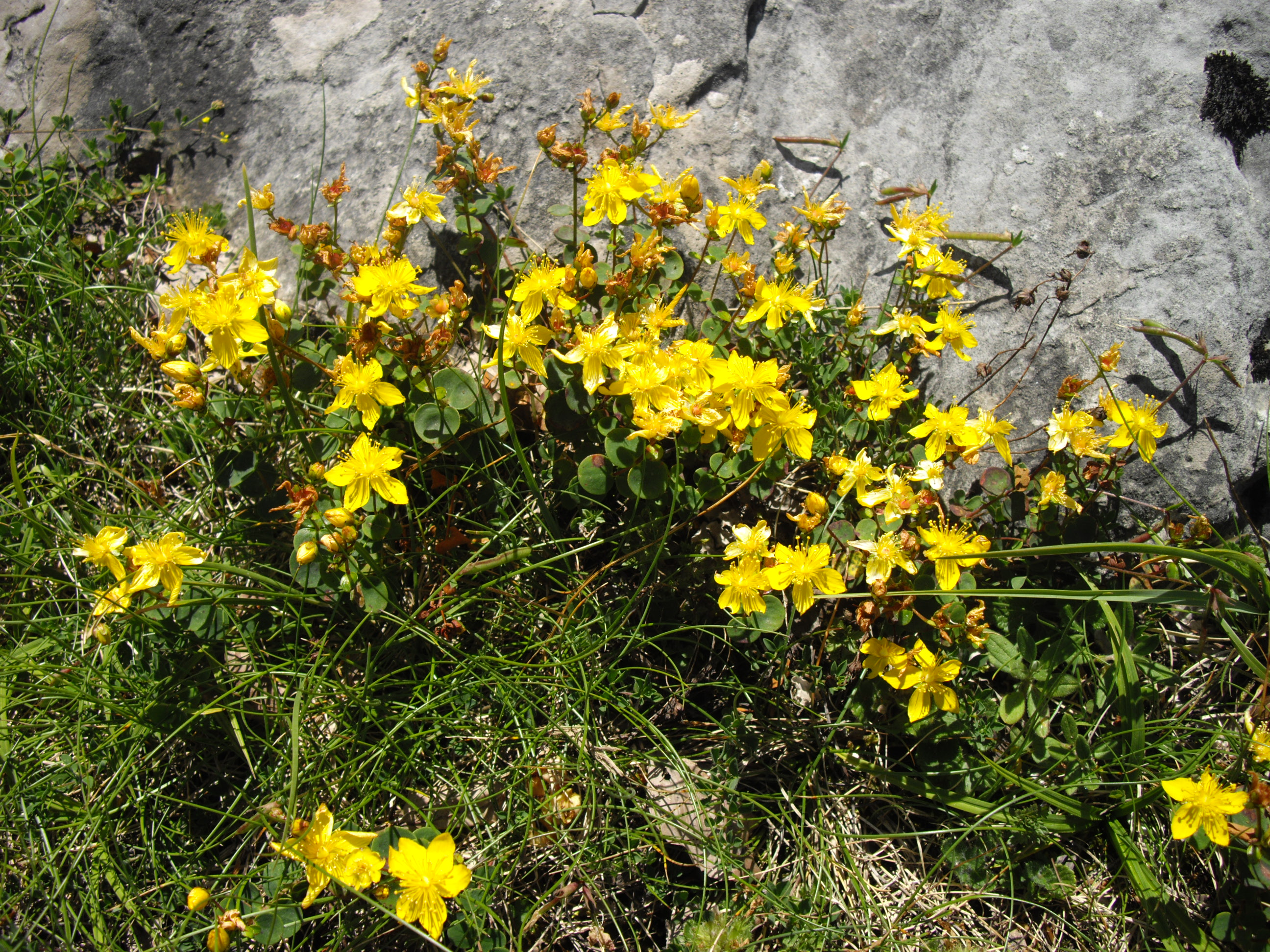
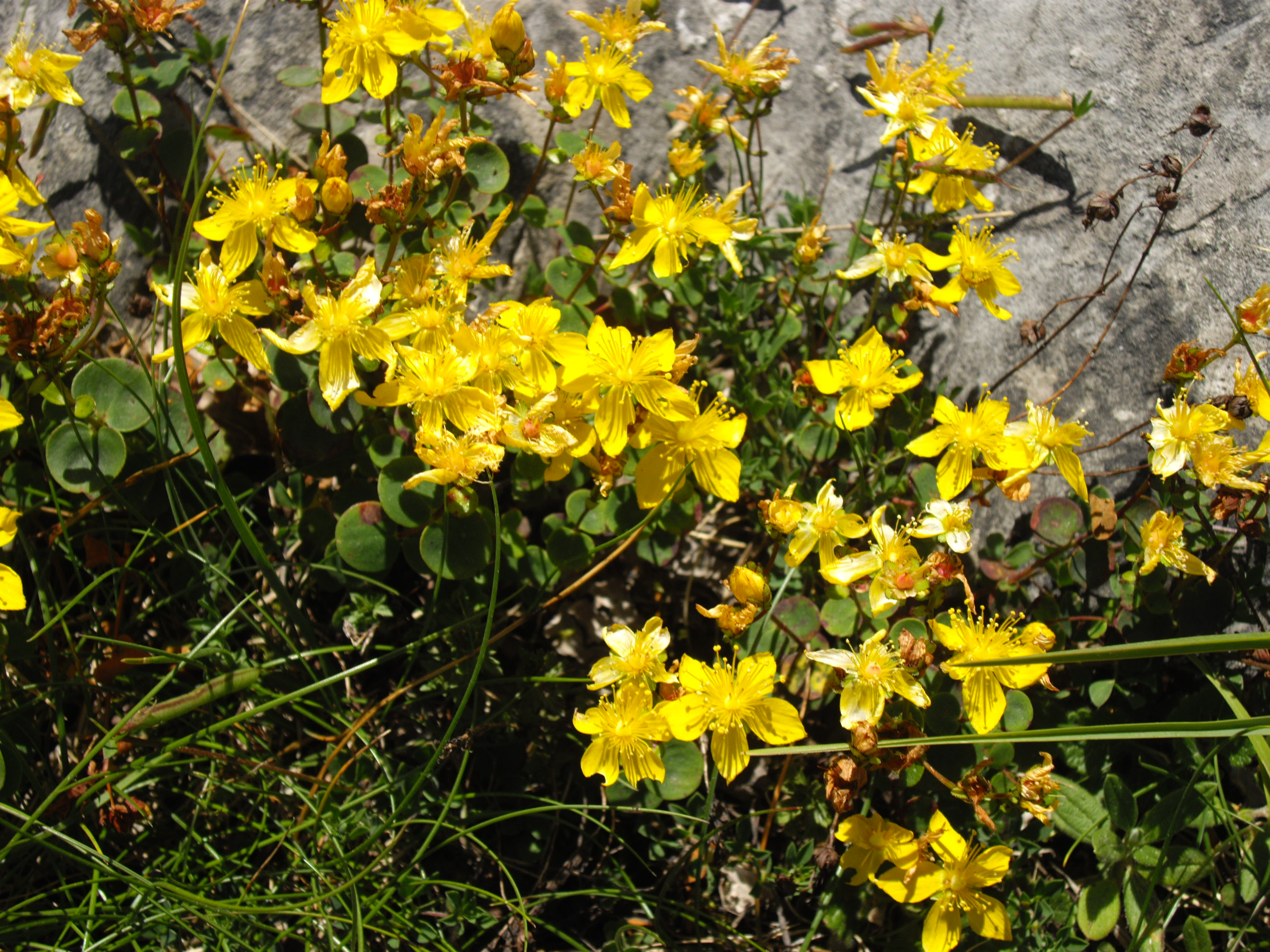
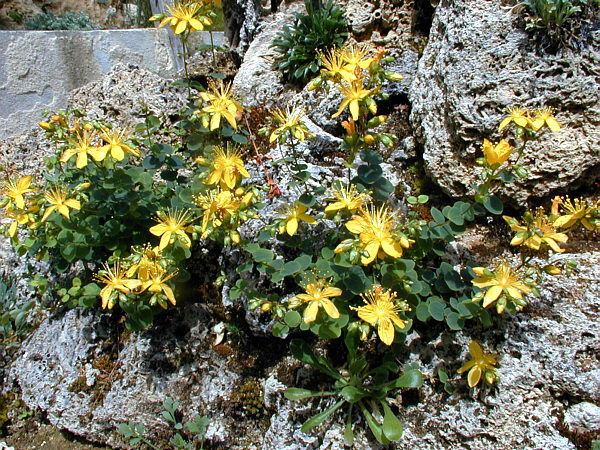
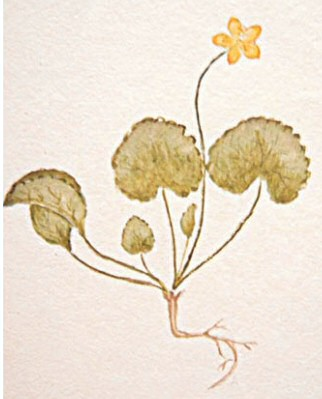